# The Return of the Gangsta
Steal Hear is het zesde muziekalbum van de westcoastrapper Coolio. Het album kwam uit op 16 oktober 2006 bij Hardwax Records. Het nummer Gangsta Walk, samen met Snoop Dogg, verscheen in Europa als single.

## Nummers
1. "Intro"
2. "Let It Go"
3. "Gangsta Walk" (samen met Snoop Dogg)
4. "Do It" (samen met Goast)
5. "Drop Something" (samen met Brasa)
6. "Bloops"
7. "Make Money" (samen met Gangsta-Lu)
8. "Lady & Gangsta" (samen met K-La)
9. "Daddy's Song" (samen met Artisha)
10. "One More Night" (samen met L.V.)
11. "LooseMobile"
12. "Dip It" (samen met Gangsta-Lu)
13. "Keep On Dancing"
14. "187% WRPM"
15. "Keep It Gangsta"
16. "They Don't Know"
17. "West Coast Anthem"
18. "Outro"

It Takes a Thief · Gangsta's Paradise · My Soul · Coolio.com · El Cool Magnifico · The Return of the Gangsta · Steal Hear · Fantastic Voyage: The Greatest Hits